# Soundiata Keïta
Pour les articles homonymes, voir Keita.

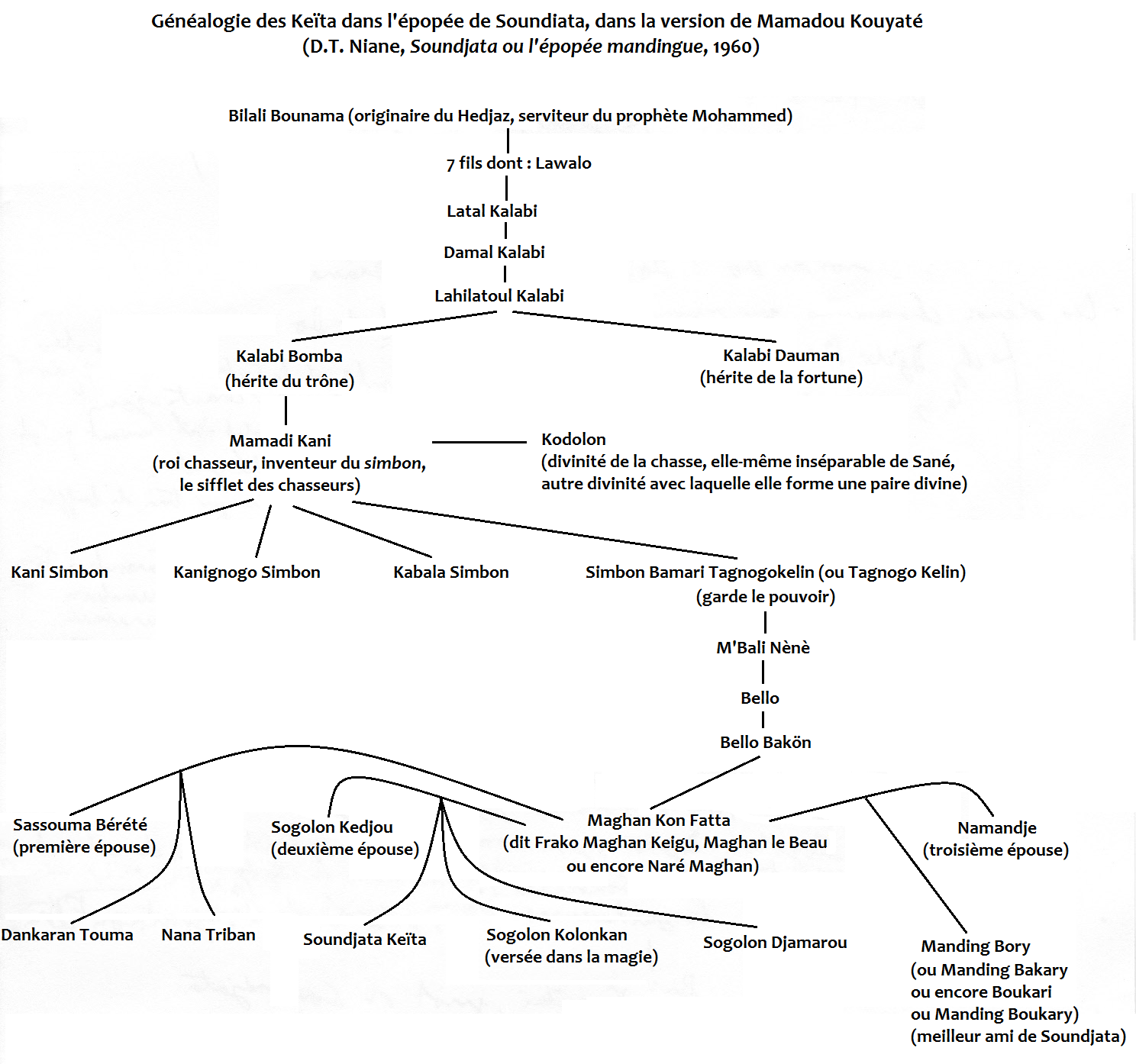
Arbre généalogique de Soundjata keïta selon Niane.

Diata Konaté, également appelé Soundjata Keïta, ou selon la tradition orale, Mari Diata Konaté (et couronné sous le nom de Mari Ier Diata), né le 20 août 1190[réf. nécessaire] à Dakadjalan, au royaume du Manding, et mort en 1255, dans l'empire du Mali, est un souverain mandingue de l'Afrique de l'Ouest, présenté par la tradition comme le fondateur de l’empire du Mali au XIIIe siècle.
L'histoire de Soundiata est essentiellement connue à travers une épopée aux tonalités légendaires racontée de génération en génération jusqu’à nos jours par les griots.

## Épopée
Il existe deux versions principales écrites de l'épopée datant de l'époque contemporaine.
En 1960, l'historien africain Djibril Tamsir Niane met par écrit une version brève et retravaillée de l'épopée que le griot Mamadou Kouyaté lui a relaté (Soundjata ou l'épopée mandingue).
Une version nettement plus ample est réalisée par l'ethnologue malien Youssouf Tata Cissé qui consigne la version du griot Wa Kamissoko et la publie en 1988 (La Grande Geste du Mali).
Cette épopée aux tonalités légendaires est « un mélange de souvenirs réels et de motifs de conte » ou autrement dit, « une construction littéraire qui évoque l'histoire locale parasitée par le thème universel du héros classique ».
En effet, ils témoignent avant tout des conceptions politiques et des revendications identitaires de ceux qui les profèrent au moment où ils les profèrent, dans un lieu et un cadre particuliers.

### Origines familiales
|  |                             |  |  |  |  |  |  |  |  |  |  |  |  |  |  |  |
|  | 4. Moussa Allakoï           |  |  |  |  |  |  |  |  |  |  |  |  |  |  |  |
|  |                             |  |  |  |  |  |  |  |  |  |  |  |  |  |  |  |
|  |                             |  |  |  |  |  |  |  |  |  |  |  |  |  |  |  |
|  | 2. Naré Maghann Konaté      |  |  |  |  |  |  |  |  |  |  |  |  |  |  |  |
|  |                             |  |  |  |  |  |  |  |  |  |  |  |  |  |  |  |
|  |                             |  |  |  |  |  |  |  |  |  |  |  |  |  |  |  |
|  | 5. Keita Vacaba             |  |  |  |  |  |  |  |  |  |  |  |  |  |  |  |
|  |                             |  |  |  |  |  |  |  |  |  |  |  |  |  |  |  |
|  |                             |  |  |  |  |  |  |  |  |  |  |  |  |  |  |  |
|  | 1. Soundiata Keïta          |  |  |  |  |  |  |  |  |  |  |  |  |  |  |  |
|  |                             |  |  |  |  |  |  |  |  |  |  |  |  |  |  |  |
|  |                             |  |  |  |  |  |  |  |  |  |  |  |  |  |  |  |
|  | 6. Keita Mamery             |  |  |  |  |  |  |  |  |  |  |  |  |  |  |  |
|  |                             |  |  |  |  |  |  |  |  |  |  |  |  |  |  |  |
|  |                             |  |  |  |  |  |  |  |  |  |  |  |  |  |  |  |
|  | 3. Sogolon Kondé            |  |  |  |  |  |  |  |  |  |  |  |  |  |  |  |
|  |                             |  |  |  |  |  |  |  |  |  |  |  |  |  |  |  |
|  |                             |  |  |  |  |  |  |  |  |  |  |  |  |  |  |  |
|  | 7. Keita Kabah Isaac Ismaël |  |  |  |  |  |  |  |  |  |  |  |  |  |  |  |
|  |                             |  |  |  |  |  |  |  |  |  |  |  |  |  |  |  |
|  |                             |  |  |  |  |  |  |  |  |  |  |  |  |  |  |  |

Naré Maghann Konaté était un roi du Manding, un ancien royaume d’Afrique de l'Ouest (situé entre l'actuelle Mali et Guinée). Il reçut un jour la visite d’un chasseur devin qui lui prédit qu’une femme laide et bossue lui donnerait un jour un fils qui deviendrait un grand roi. Naré Maghann Konaté était alors déjà marié à Sassouma Bereté et avait un fils, Dankaran Toumani Konaté, héritier du trône.
Un jour, selon la prédiction faite quelques années plus tôt, deux frères Traoré, chasseurs venant du pays de Do, lui présentent une femme laide et bossue, Sogolon Kondé (Sogolon Kedjou ou Sogolon « la vilaine »), que le roi épouse.

### Enfance et exil
Cette deuxième épouse donne naissance à un fils dénommé « Diata » ou « Djata ». L'additif « Sogolon » marque son appartenance matriarcale, dans le but de le distinguer de tout homonyme. Cet ajout est également le fait de son infirmité. En effet, la tradition orale rapporte que Soundiata est né paralysé et qu'il marcha à quatre pattes jusqu'à l'âge de sept ans. Or, selon les coutumes mandingues, si plusieurs enfants d'une même famille ont le même prénom ou qu'un enfant porte une caractéristique un peu spécifique (un handicap ou une réputation par exemple), ces enfants ajoutent le nom de leur mère à leur prénom. Le prénom de Sogolon Diata signifie ainsi « Diata, fils de mère Sogolon », dont le diminutif donne « Soundiata ».
À la mort de Naré Maghann Konaté en 1218, son premier fils, Dankaran Toumani, prend le pouvoir malgré la volonté du roi défunt de respecter la prédiction. Soundiata et sa mère, laquelle avait entre-temps donné naissance à deux nouvelles filles et avait adopté le fils de la troisième femme de Naré Maghann Konaté, furent donc l’objet permanent du mépris du nouveau roi et de sa mère.
Après que sa mère eu subi un nouvel affront, Soundiata, à l’âge de sept ans, réussit à se lever et recouvre miraculeusement l’usage de ses jambes lorsqu’il touche le bâton royal. Mais la haine de Dankaran Toumani et de Sassouma Bereté contraignent Soundiata, sa mère et ses sœurs à l’exil au royaume de Mema.
Soumaoro Kanté, roi du Sosso, attaque ensuite le royaume du Manding. Dankaran Toumani, craignant pour sa vie, finit par fuir vers Kissidougou (en actuelle Guinée). Selon la tradition, Soumaoro mena une dizaine d’expéditions au cours desquelles il massacra onze des fils de Naré Maghann Konaté, sauf Soundiata.

### Retour
Les habitants du Manding vont ensuite chercher Soundiata dans son exil et lui demandent de prendre son héritage soit : « Kien » (héritage) et « Ta » (prendre), qui est devenu « Kienta » (prends ton héritage) et par la suite « Keïta ». 
Le jeune prince devient rapidement très populaire auprès des Mandingues qui espèrent qu’il chassera un jour les envahisseurs du Sosso. Sa popularité croissante inquiète Soumaoro, le roi du Sosso, à qui des sorciers ont prédit : « Ton vainqueur naîtra au Mali ». Pour échapper à sa vengeance, Soundiata se réfugie chez un souverain voisin et ami, régnant au sud de son pays. Là, il attend le moment favorable pour libérer son royaume. 
Soundiata fut aguerri dès son plus jeune âge à la chasse, au tir à l’arc et fut mithridatisé. Il vécut pendant des années avec l’idée de se venger du massacre de sa famille. Un jour, un émissaire lui apprend la révolte des Mandé (ou mandingues) contre Soumaoro Kanté.
Il rassemble ses guerriers (selon les traditions orales, il aurait organisé une armée composée de dix mille cavaliers et de cent mille fantassins), et lance des attaques sur le Sosso. Sa sœur Nana Triban, que Soumaoro Kanté avait épousé de force, s'enfuit et, selon la légende, alla apprendre à son frère que « seule une flèche portant un ergot de coq blanc pourra tuer le roi du Sosso ». Soundiata fait le nécessaire avec le secours des magiciens attachés à son service.
Rassemblant les forces de différents petits royaumes en lutte contre le Sosso, Soundiata Keïta forme une armée et réussit à vaincre l’armée de Soumaoro Kanté en 1235 à la bataille de Kirina. Son ennemi s'enfuit et finit par disparaître dans une montagne à Koulikoro.

### Fondation de l'empire du Mali

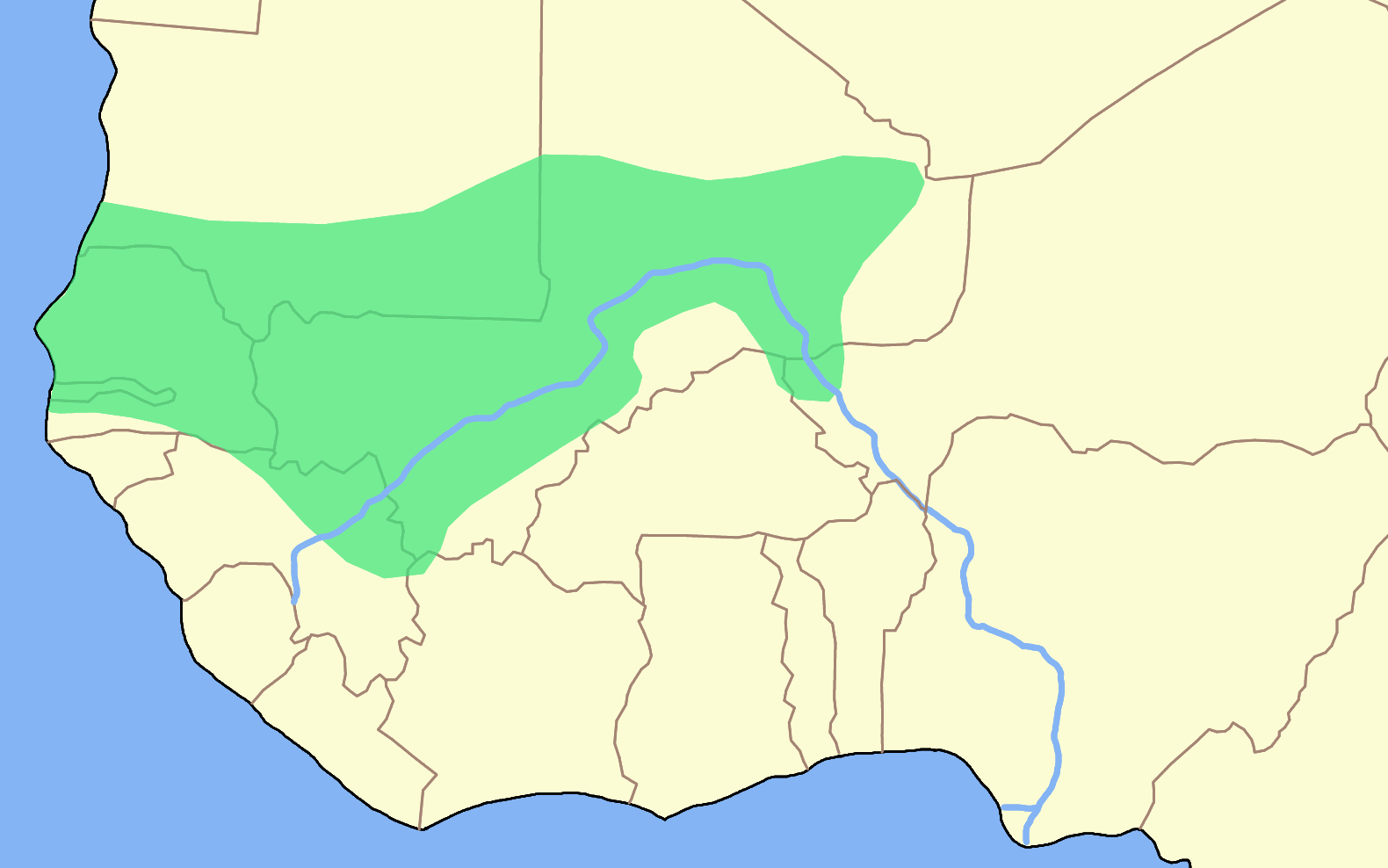
Carte de l'empire du Mali à son apogée.

Soundiata  Keïta réunit tous les royaumes pour constituer l’empire du Mali. Il est proclamé « Mansa » ce qui signifie « roi des rois ». Lors de son intronisation, la confrérie des chasseurs du Mandé proclame la charte du Manden, qui abolirait l'esclavage et est considérée par certains historiens comme l'une des premières déclarations des droits de l'homme.
Vers 1240, le roi Soundiata s’empare de Koumbi-Saleh, capitale de l'empire du Ghana, et détruit la ville. Il prend alors le titre d’empereur et envoie ses lieutenants conquérir le Bambouk.
Soundiata est présenté comme un grand administrateur qui développe le commerce, l’exploitation de l’or et des cultures nouvelles (introduction du cotonnier). Il organise politiquement et administrativement les peuples soumis, en implantant une solide organisation militaire. Les chefs de ses armées sont installés comme gouverneurs de province. Soundiata, outre ses exploits guerriers, est connu pour sa sagesse. Sa tolérance permet la coexistence pacifique de l’islam et de l’animisme dans son empire.

### Mort
Il existe plusieurs variantes dans l'épopée à propos de la mort de Soundiata.
Selon une variante répandue rapportée par Djibril Tamsir Niane, Soundiata se noie dans la rivière Sankarani et est enterré à proximité du cours d'eau. Dans la version de Wa Kamissoko, Soundiata meurt de vieillesse dans son palais à Dakadjalan. Youssouf Tata Cissé rapporte également une autre variante répandue par des Peuls du Wassouloun (ou Wassoulou) selon laquelle le mansa aurait été abattu d'une flèche par un archer peul, un esclave aveugle.
À sa mort, l’empire du Mali s’étend de l’Atlantique au Moyen Niger, et de la forêt au désert.

### Descendance

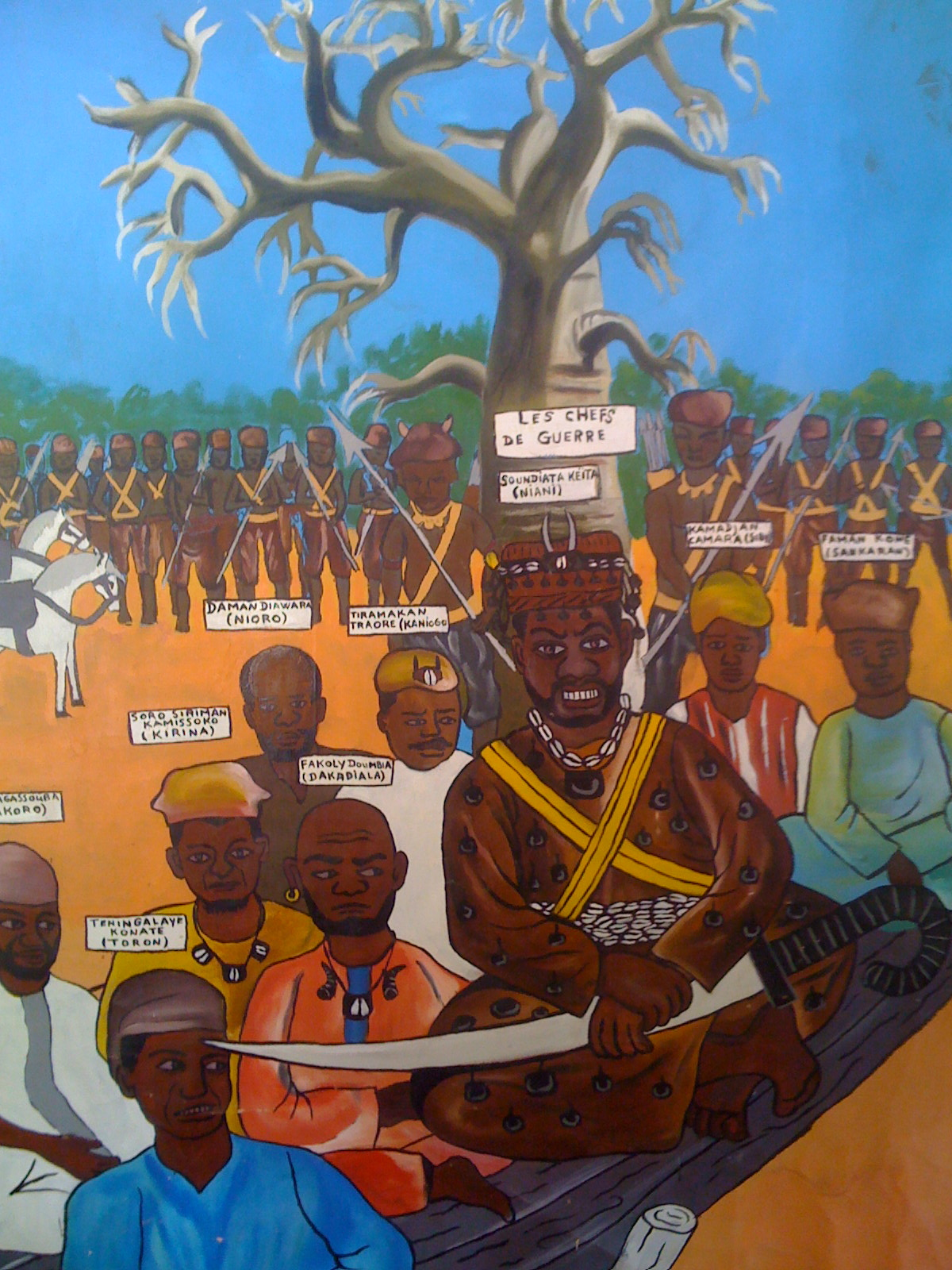
Soundiata Keïta durant l'assemblée constitutive.

Soundiata Keïta a eu trois fils qui se sont succédé sur le trône de l’empire du Mali : 
- Mansa Oulé Keïta (dit le roi Rouge), souverain paisible et pieux qui étend le royaume du Mali ;
- Ouati Keïta ; (fils adoptif)
- Khalifa Keïta ; (fils adoptif)
- Mansa Abou Bakari ; neveu de Soundjata, fils de sa soeur Kolonkan Keita

Les Mansa Ouati, Khalifa, eurent des règnes impopulaires et manqueront d’autorité qui fera apparaitre des tensions dans l’empire.

## Soundiata Keïta historique
Les historiens connaissent peu de choses du Mali ancien en dehors des références constantes dans la tradition orale aux royaumes de Do et de Kri, qui n'ont jamais réussi à être situés avec précision.
Aujourd'hui, bien que les récits des griots mandingues célèbrent avant tout la geste de Soundiata, il n'est plus contesté que Soumaoro fut « le premier roi et le roi le plus authentique » du Manden, et le véritable fondateur de l’empire du Mali. Le Manden est alors divisé en une multitude de royaumes où règne une insécurité absolue provoquée par les raids esclavagistes que ces derniers mènent les uns contre les autres pour vendre les captifs aux Markas et aux Maures du Sahel. Soumaoro Kanté, le roi de Sosso, se dresse contre cette situation.
Ainsi Soundiata fut en fait le continuateur de l'œuvre politique de ce dernier, reprenant à son compte le processus lancé par son ennemi vers la formation d'un empire puissant aux dépens de petits royaumes insignifiants (les mansa). Beaucoup d'incertitudes subsistent en outre sur les motivations et les circonstances de la guerre entre le royaume de Sosso et le Manden.
Sur l'édification de l'empire et son organisation après la victoire du Soundiata, les versions divergent aussi significativement entre celle de l'écrivain et historien guinéen Djibril Tamsir Niane (qui l'a développée dans Histoire générale de l’Afrique de l’Unesco) et celles du griot malien Wa Kamissoko, ou encore l'historien malien Youssouf Tata Cissé. La version de l'épopée relatée par Wa Kamissoko met ainsi l'accent sur les conflits qui suivent la défaite de Soumaoro et la nécessité pour Soundiata de réprimer les velléités d'indépendance de ses anciens alliés.

## Postérité

### Construction de l'identité nationale (Mali)
Dès la création de la République du Mali en 1960, ce récit est fréquemment mobilisé pour construire une identité nationale et pour légitimer les choix politiques du nouvel État.
Le « paroxysme » de ce processus est la « reconstitution », en Guinée et au Mali, à la fin des années 90, de la charte de Kurukan Fuga, un épisode de l’épopée de Soundiata sciemment adapté au présent et à la « modernité ». Ce travail de reconstitution a été réalisé à l’occasion d’une soirée culturelle par une trentaine de membres de l’association des griots de Kankan qui exposent pour chacun d'entre eux ce qu’il sait, les lois prises par Soundiata au cours de l’assemblée que ce dernier tint à Kurukan Fuga après sa conquête du Manden. Le résultat n'a pas de fondement historique mais, à l'instar de l'épopée elle-même d'ailleurs, exprime des revendications politiques et identitaires de son temps.
Cette charte « médiévale » – qui à travers ses 44 lois prône l’entente et le respect entre les différents groupes sociaux – et se présente comme une des premières constitutions du monde soutient ainsi le processus de (ré)conciliation générale mais aussi exprime une unité et une fierté mandingues retrouvées.

### Culte héroïque (Sénégal)
Les Badou Sakho depuis Bakel font encore aujourd’hui des sacrifices à la mémoire de Soundiata qui, selon la légende, se serait métamorphosé en hippopotame.

### Arts

#### Musique
Dans sa chanson Sundjata, Tiken Jah Fakoly dont l'ancêtre, Fakoly, neveu de Soumaoro Kanté, fut l'allié de Soundiata, rend hommage au fondateur de l'empire mandingue.
Le chanteur malien Boubacar Traore a également consacré une chanson à Soundiata.

#### Littérature
Dans son roman En attendant le vote des bêtes sauvages (1998), le romancier Ahmadou Kourouma cite à maintes reprises Soundiata Keita parmi « les grands maîtres chasseurs de jadis : Ramsès II, Alexandre le Grand et Soundiata Keita ».
Le roman de Raphaël Chauvancy, Soundiata Keïta, le lion du Manden, publiée en 2015, est lauréat du prix spécial du jury de l'Interculturalité.[réf. souhaitée]

#### Cinéma
Dans la quatrième histoire de son film Kirikou et les Hommes et les Femmes (2012), le réalisateur Michel Ocelot fait raconter au personnage de la griotte l'épopée de Soundiata Keïta au village de Kirikou et à la sorcière Karaba. 

#### Jeux vidéo
Le jeu vidéo Age of Empires II: The African Kingdoms, une extension sortie en 2015 pour le jeu de stratégie en temps réel Age of Empires II: The Age of Kings, consacre l'une de ses campagnes à la vie de Soundiata Keïta, à la tête des Maliens, l'une des quatre factions jouables de l'extension.
Soundiata Keïta peut être choisi comme dirigeant du Mali dans le jeu vidéo Civilization VI (via un DLC sorti le 16 février 2023).

#### Histoire
- Djibril Tamsir Niane, Soundjata ou l'épopée mandingue, 1960, éd. Présence Africaine
- Djibril Tamsir Niane, « Le Mali et la deuxième expansion manden », in Histoire générale de l'Afrique, IV, L'Afrique du XIIe au XVIe siècle, chapitre 6, UNESCO/NEA, 1985, rééd. UNESCO/Edicef/Présence Africaine, 1991
- Youssouf Tata Cissé, Wa Kamissoko, La Grande Geste du Mali. Des origines à la fondation de l'Empire, Paris, Karthala, 1988, 2e édition 2007.
- Youssouf Tata Cissé, Wa Kamissoko, Soundjata, la gloire du Mali (La Grande Geste du Mali, tome 2), Paris, Karthala, « Homme et Société : Histoire et géographie », 1991, 2e édition 2009.
- Seydou Camara, « La tradition orale en question », Cahiers d'études africaines, 144, 1996, p. 770.
- Jan Jansen, Épopée, histoire, société - Le Cas de Soundjata, Mali et Guinée, Karthala, « Homme et Société : Histoire et géographie », 2003.
- Gaspard-Hubert Lonsi Koko, Les figures marquantes de l'Afrique subsaharienne, Paris, L'Atelier de l'Egrégore, 2017, 2e édition 2019, 3e édition 2020.

#### Littérature africaine
- Djibril Tamsir Niane, Soundjata ou l'épopée mandingue, Présence africaine, Paris, 1960.
- Lilyan Kesteloot, Soundiata, l'enfant-lion, Casterman Épopée, Paris, 1999.
- Dialiba Konaté, L’épopée de Soundiata Keïta, Seuil jeunesse, Paris, 2002.
- Laurent Gbagbo, Soundjata  Ceda, Abidjan
- Raphaël Chauvancy, Soundiata Keïta, Le lion du Manden, L'Harmattan, Paris, 2015,  (ISBN 978-2-343-05920-4). Prix spécial du jury de l'interculturalité 2015 décerné par l'École militaire de spécialisation de l'outre-mer et de l'étranger.
- Isabelle Malowé, Les Rumeurs de la Terre, éditions ROD, 2014. Prix littéraire de la LICRA (Ligue Internationale Contre le Racisme), 2017.

### Filmographie
- Keïta! l'Héritage du Griot de Dani Kouyaté, Burkina Faso, 1995
- Kirikou et les hommes et les femmes de Michel Ocelot, France, 2012. Quatrième histoire : La Griotte, écrite par Susie Morgenstern.